# Amerikai szőlőkabóca

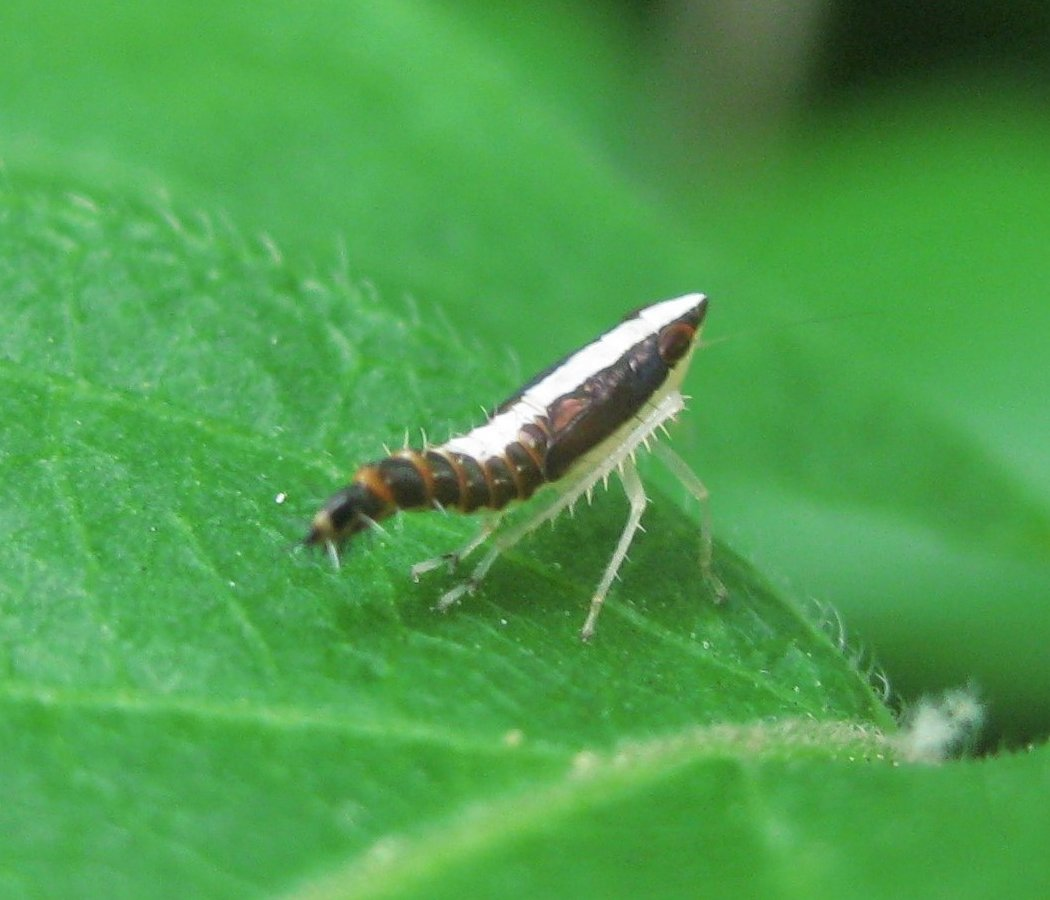
Scaphoideus nymph

## Elterjedése, élőhelye
Az amerikai szőlőkabóca Észak-Amerikában őshonos kabóca. Európában először 1958-ban, Franciaországban találták meg. A feltételezések szerint a filoxéra miatt importált amerikai gyökérdugványokkal hurcolták be először. Mára a kontinens déli részén terjedt el, de az előrejelzések szerint az északi területeket is képes lesz meghódítani. Főképp a fertőzött növényanyaggal terjed. Magyarországon 2006-ban találták meg először.

## Megjelenése
A tojások körülbelül 1,3 mm-esek, hosszúkásak, néha laposak; általában barna színűek. A lárvák sárgásak és áttetszőek. Az utolsó potrohszelvényen két fekete, szemhez hasonló pötty található. Az utolsó lárvastádiumra az állat eléri körülbelül az 5 mm nagyságot. A kifejlett egyedek teste színesebb, mint a lárváké: sárgásbarnás, narancsos beütésű fehér foltokkal. A szárnyak szintén barnásak, de a foltok sötétebbek rajta.

## Életmódja
Gazdanövényei: főleg Vitis fajokon táplálkozik, de megtalálták már Ulmus american növényen is ugyanakkor a nimfák mortalitása magasabb, ha a kabóca nem Vitis fajokon táplálkozik. A szőlőféléken kívüli tápnövényeken való előfordulás a Candidatus Phytoplasma vitis terjedése miatt fontos, hiszen ezek a növények lehetnek rezervoár fajok.
Az amerikai szőlőkabóca egynemzedékes faj. A tojásokat augusztustól októberig rakják az imágók egyesével, vagy csoportosan a szőlőtőke foszló kérge alá. A tojások telelnek; 6-8 hónapig vannak diapauzában, de a diapauza megtöréséhez nem szükséges a hideg. A lárvák kelése erősen függ a földrajzi szélességtől, tengerszint feletti magasságtól és időjárástól. A lárvák kifejlődése 7-8 hét, Magyarországon május közepétől július közepéig tart. A lárvák általában azon a növényen maradtak, ahol kikeltek a tojásból, és az alsóbb, árnyékos levelek fonákján szívogatnak. A kifejlett egyedek július elejétől szeptember végéig rajzanak. Egy imágó élettartama körülbelül 1 hónap; a nőstények a 10. naptól kezdve raknak tojást.

## Gazdasági jelentőség
Gazdasági kárt nem maga a kabóca okoz szívogatásával, hanem az általa terjesztett Grapevine flavescence dorée (Candidatus Phytoplasma vitis), azaz a szőlő aranyszínű sárgaságát okozó fitoplazma. A fitoplazma 20-50%-os terméskiesést okoz. A fertőzött növények száma évente a tízszeresére nőhet, a fogékonyabb fajták néhány év alatt elpusztulnak. A fitoplazma ellen nem áll rendelkezésre növényvédőszeres eljárás, az ellene való egyetlen védekezési mód a vektor, azaz az amerikai kabóca elleni kezelések. A fiatal lárvák a táplálkozás során már képesek felvenni a fitoplazmát a fertőzött növényekből, majd 4-5 hét eltelével már fertőzőképessé válnak, és egészen életük végéig fertőzőképesek maradnak. Az L3-L4-es lárvastádium elleni védekezés a legalkalmasabb a szőlő aranyszínű sárgaságát okozó fitoplazma terjedésének megállítására.

## Védekezési lehetőségek
Mivel a szőlő aranyszínű sárgaságát okozó fitoplazma karantén kórokozó, az amerikai szőlőkabóca elleni védekezés kötelező a szaporítóanyag termő területeken, és erősen ajánlott minden szőlőültetvényben. A védekezés inszekticidek – főképp piretroidok –  felhasználásával történik: a legfontosabb permetezés az L3-as lárvák ellen irányul a terméskötődés időpontjában, június közepén. A második kezelést az utolsó stádiumú lárvák és az imágók ellen kell elvégezni július második dekádjában az imágók rajzásának kezdetekor. Szükség esetén két kiegészítő kezelésre lehet szükség: a kelő lárvák ellen május közepe után, virágzás előtt, illetve közvetlenül érés előtt az esetlegesen bemigráló imágók ellen.
A kártevő monitorozása sárga ragacslappal lehetséges.
Az amerikai szőlőkabócának (Scaphoideus titanus) 
van természetes ellensége, sőt, több is. Ezek az ellenségek hozzájárulhatnak a populációjuk szabályozásához, bár önmagukban ritkán elegendőek a teljes védekezéshez, különösen a súlyos fertőzések esetén.
Az amerikai szőlőkabóca természetes ellenségei:
* Parazita darazsak: A legfontosabb természetes ellensége az Anagrus atomus nevű fürkészdarázs, ami a kabóca tojásaiba petézik. A fürkészdarázs lárvája aztán kifejlődik a kabóca tojásában, elpusztítva azt. Ez a darázsfaj kulcsfontosságú szerepet játszik a szőlőkabóca biológiai védekezésében Európában.
* Ragadozó rovarok: Különböző ragadozó rovarok is fogyasztják a kabócákat, például:
   * Pókok: Sok pókfaj táplálkozik rovarokkal, beleértve a kabócákat is.
   * Katicabogarak: Bár elsősorban levéltetveket esznek, egyes fajok kabócalárvákat is elfogyaszthatnak.
   * Fátyolkák: A fátyolkák lárvái szintén ragadozók, és megehetik a fiatalabb kabócalárvákat.
* Gombabetegségek: Bizonyos rovarpatogén gombák is megfertőzhetik és elpusztíthatják az amerikai szőlőkabócákat, különösen párás, nedves körülmények között.
Fontos megjegyezni, hogy bár ezek a természetes ellenségek segítenek, a szőlőültetvényekben a szőlőkabóca elleni védekezés gyakran összetett, és integrált növényvédelmi módszereket igényel, mivel a kabóca terjeszti a szőlő aranyszínű sárgaság (Flavescence dorée) nevű súlyos betegséget.